# Ctenucha tucumana
Ctenucha tucumana là một loài bướm đêm thuộc phân họ Arctiinae, họ Erebidae.